# Marco Aurelio Olimpio Nemesiano
Marco Aurelio Olimpio Nemesiano (in latino Marcus Aurelius Olympius Nemesianus; Cartagine, ... – ...; fl. III secolo) è stato un poeta romano, vissuto nella seconda metà del III secolo.

## Biografia
Poeta apprezzato alla corte dell'imperatore romano Caro, Nemesiano fu oriundo di Cartagine e operò anche sotto gli imperatori Carino e Numeriano, per i quali progettava di scrivere un epos celebrativo.

## Opere
Quattro egloghe, precedentemente attribuite a Tito Calpurnio Siculo, sono attualmente considerate opera di Nemesiano, che potrebbe, più che a Calpurnio, essersi ispirato direttamente al modello virgiliano. La prima ecloga elogia Melibeo, un poeta appena scomparso, mentre la II è un amebeo tra due pastori innamorati della stessa ragazza; nella III bucolica si cantano i piaceri del simposio, mentre la IV riprende la II nel tema dell'amore, con due pastori, uno innamorato di un ragazzo, l'altro di una ragazza ed entrambi ignorati.
Sempre sulla falsariga virgiliana, Nemesiano riprese il genere didascalico, scrivendo sulle arti della pesca (Halieutica) e della navigazione (Nautica); tuttavia, della sua produzione didascalica si è conservata solo parte di un poema sulla caccia (Cynegetica), di cui resta un frammento di 325 versi esametri. Dopo un articolato proemio (vv. 1-102), in cui Nemesiano afferma di voler tralasciare l'epica mitologica, con allusioni a miti celebri, e dedica l'opera a Carino e Numeriano, definiti fortissima pignora Cari (v. 64), si passa alla parte tecnica, riguardante, per quanto ci resta, le varie razze di segugi, con consigli per l'allevamento e l'addestramento (vv. 103-239), e i cavalli (vv. 240-325). Forse proprio per l'attenzione realmente tecnica dedicata a segugi e cavalli e per il fatto di essere scritto in un ottimo latino, il poema era usato come testo scolastico nel IX secolo.
Infine restano due frammenti, per un totale di 28 versi, del De aucupio (il primo tratta, con elaborate perifrasi, dell'otarda, lat. tetrax, il secondo della beccaccia, lat. scolopax), a lui attribuiti dal Longolius nel Dialogus de avibus et earum nominibus græcis, latinis et germanicis (1544).

## Edizioni
- E. Baehrens, Poetae Latini Minores, Lipsia 1887, vol. III.
- P. Volpilhac, Némésien, Œuvres, Parigi 1975.